# 达美环球理解奖
达美环球理解奖（Delta Prize for Global Understanding），是由达美航空和佐治亚大学联合设立的一个奖项，用于奖励为促进世界和平以及加深不同国家、文化间相互理解做出重要贡献的个人或者组织。

## 历年获奖者
- 1999年：吉米·卡特、罗莎琳·卡特以及卡特中心
- 2000年：德斯蒙德·图图
- 2001年：戈尔巴乔夫
- 2002年：绪方贞子
- 2003年：未授奖
- 2004年：瓦茨拉夫·哈维尔
- 2005年：格特鲁德·蒙盖拉
- 2006年：泰德·特纳
- 2007年：纳尔逊·曼德拉
- 2008年：马尔蒂·阿赫蒂萨里
- 2009年：穆罕默德·巴拉迪
- 2012年：羅密歐·達萊爾